# Haliclona arctica
Haliclona arctica är en svampdjursart som beskrevs av Jörn Hentschel 1916. Haliclona arctica ingår i släktet Haliclona och familjen Chalinidae.
Artens utbredningsområde är Norra Ishavet. Inga underarter finns listade i Catalogue of Life.